# Seychellum
Seychellum is een geslacht van kreeftachtigen uit de klasse van de Malacostraca (hogere kreeftachtigen).

## Soorten
- Seychellum alluaudi (A. Milne-Edwards & Bouvier, 1893)
- Seychellum mahefregate Cumberlidge & Daniels, 2014
- Seychellum silhouette Cumberlidge & Daniels, 2014